# Cața
Cața (en allemand: Katzendorf, en hongrois: Kaca) est une commune roumaine du județ de Brașov, dans la région historique de Transylvanie.
La municipalité est compose des cinq villages suivants:
- Beia (Meeburg/Homoródbene)
- Cața, siège de la commune
- Drăușeni (Draas/Daróc)
- Ionești (Eisdorf/Homoródjánosfalva)
- Paloș (Königsdorf/Pálos)

## Monuments et lieux touristiques
- Église évangélique fortifiée de Beia (construite aux XIVe et XIXe siècles), monument historique
- Église évangélique fortifiée de Cața (construite au xXIIIe et XIXe siècles), monument historique
- Église évangélique fortifiée de Drăușeni (construite aux XIIIe et XVIIe siècles), monument historique
- Église unitarienne du village de Ionești (construite au XIVe siècle), monument historique
- Église Sainte Trinité de Caţa (construite au XVIIIe siècle), monument historique
- Église orthodoxe de Drăușeni (construite 1795-1798), monument historique
- Musée Ștefan Octavian Iosif (construite au XIXe siècle), monument historique
- Site archéologique La Fermă de Cața